# (37318) 2001 QZ31
2001 QZ31 (asteroide 37318) é um asteroide da cintura principal. Possui uma excentricidade de 0.16458690 e uma inclinação de 12.85573º.
Este asteroide foi descoberto no dia 16 de agosto de 2001 por LINEAR em Socorro.